# Arenal (volcan)
Pour les articles homonymes, voir Arenal.
L'Arenal est un volcan du Costa Rica ayant une forme conique quasiment symétrique. Plus jeune volcan du Costa Rica, il est en éruption du 29 juillet 1968 à décembre 2010.

## Toponymie
L'Arenal est aussi appelé cerro Arenal, volcán de los Canaste, volcán de Costa Rica, Guatusos Peak, cerro de los Guatusos, Pan de Azúcar, Pelón, Los ahogados ou encore volcán de Río Frío,.

## Géographie

### Localisation
L'Arenal est situé en Amérique centrale, dans le Nord-Ouest du Costa Rica, dans l'Ouest de la province d'Alajuela, non loin de la frontière avec la province de Guanacaste et à 90 kilomètres au nord-ouest de la capitale San José.
Faisant partie de la cordillère de Tilarán, il est entouré par la Cordillère Centrale au sud, le volcan Chato au sud-est, le lac artificiel Arenal à l'ouest, les villes de La Palma au nord et La Fortuna à sept kilomètres à l'est-nord-est ainsi que la route 142 qui le contourne au nord.

### Topographie

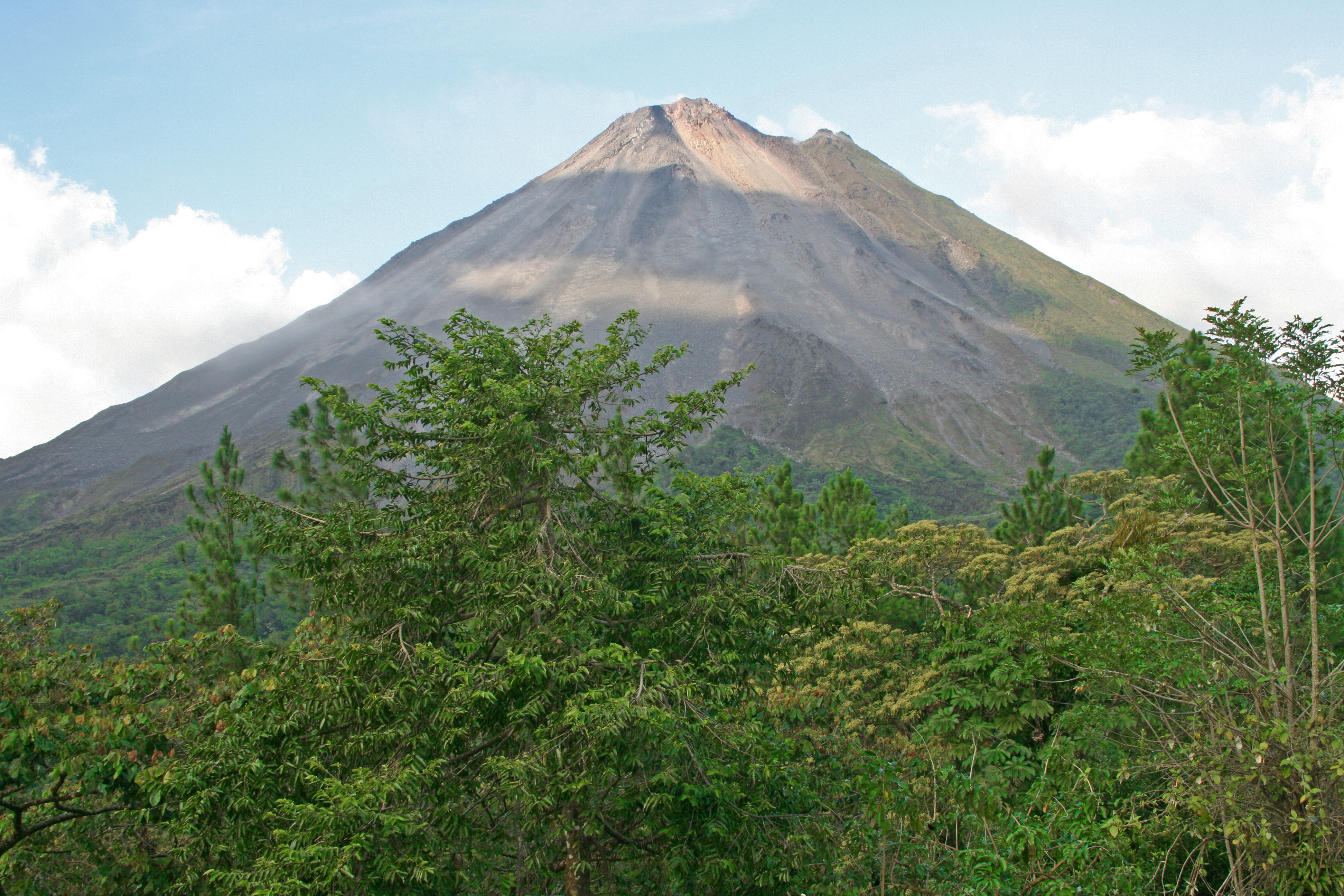
L'Arenal sans activité éruptive apparente le 20 janvier 2008 montrant deux de ses cratères composés de dômes de lave.

Culminant à 1 720 mètres d'altitude soit 1 150 mètres au-dessus de la plaine environnante, l'Arenal a la forme d'une montagne conique d'un volume de 15 km3 dont les flancs aux pentes régulières offrent un profil quasiment symétrique,.
Cinq cratères, notés A, B, C, D et E, sont présents sur l'Arenal. Les cratères D et E sont antérieurs à l'éruption débutée en 1968, le E étant le plus ancien et le lieu de sortie de la lave émise lors de l'éruption de 1525 tandis que le cratère D constituait l'ancien sommet du volcan. Les cratères A, B et C ont été créés depuis 1968,. L'activité éruptive s'est déplacée du cratère A, actif de 1968 à 1973, et B au cratère C, le seul actif et point culminant du volcan. La masse de lave émise entre 1968 et 2004 atteint plus de 300 mètres d'épaisseur à proximité du cratère C, faisant de lui le nouveau point culminant du volcan à la place du cratère D.

### Géologie
Construit par des laves andésitiques, son activité éruptive actuelle débutée en 1968 est caractérisée par l'émission de lave au sommet et sur le flanc Ouest du volcan formant un dôme de lave. Ce dôme s'éboule passivement en formant des coulées de lave mais explose parfois sous la pression interne du volcan, entraînant la formation de nuées ardentes.

Le volcan Arenal vu depuis le lac Arenal.

## Histoire

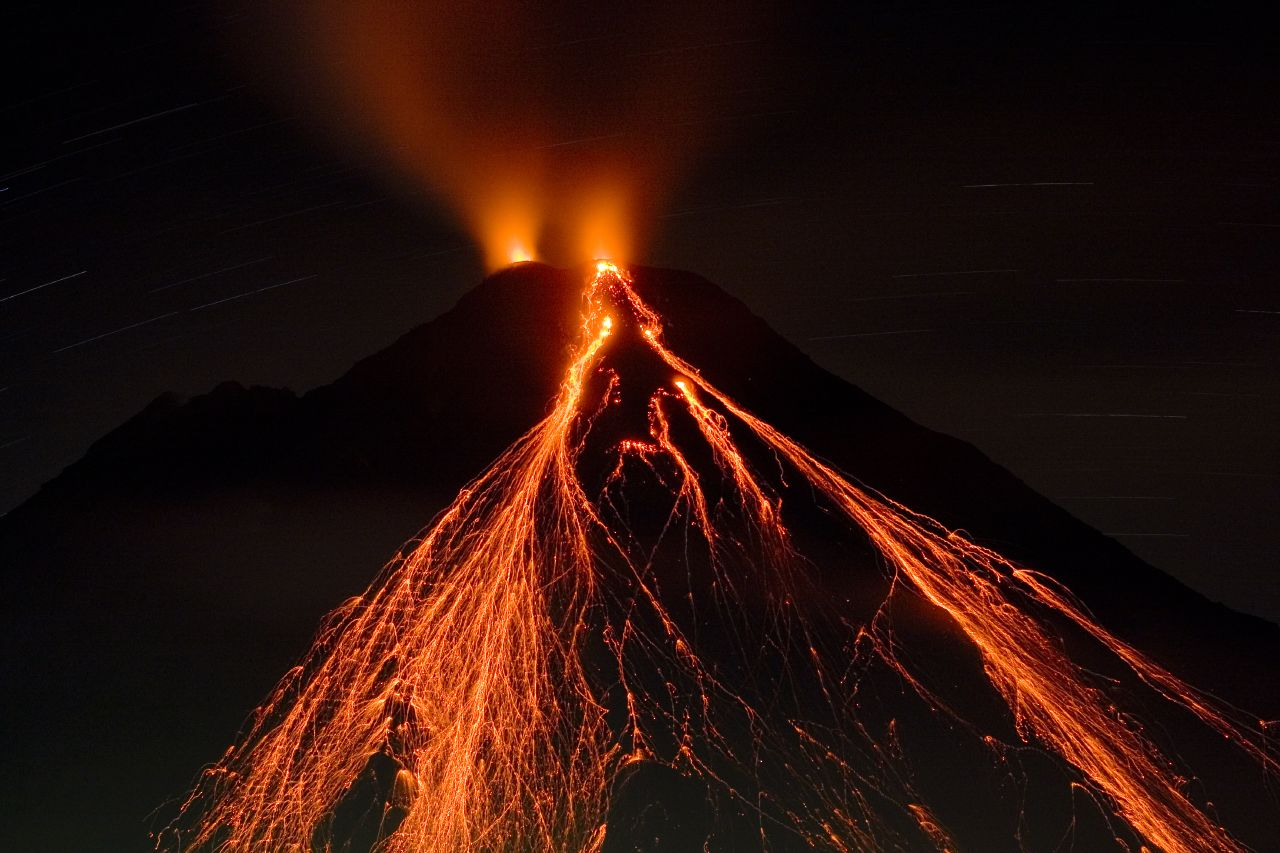
Photographie en longue exposition de nuit mettant en évidence des coulées de lave sur les flancs de l'Arenal.

### Formation
L'Arenal est un jeune stratovolcan puisque sa première éruption s'est produite il y a 7 000 ans ce qui fait de lui le volcan le plus jeune du Costa Rica. Le volcan s'édifie alors par l'accumulation progressive de lave mais est secoué par d'importantes explosions espacées de plusieurs centaines d'années qui produisent des nuées ardentes,.

### Phase éruptive actuelle
Le 29 juillet 1968, après 300 ans d'inactivité, commence l'éruption qui se poursuit jusqu'au 29 décembre 2010, faisant de l'Arenal l'un des volcans les plus actifs du Costa Rica. Elle a débuté par une phase plinienne qui crée trois nouveaux cratères, éjectant des blocs jusqu'à cinq kilomètres de distance et produisant des nuées ardentes sur le flanc Ouest qui détruisent le premier jour de l'éruption les villages de Pueblo Nuevo et Tabacon, tuant leurs 78 habitants,,. L'activité explosive décroît en intensité à partir de 1984 pour se tenir à une phase strombolienne entrecoupée par des épisodes vulcaniens,. En 2008, cette éruption d'indice d'explosivité volcanique de 3 a détruit une superficie de quinze kilomètres carrés et a déjà émis un volume de 640 millions de mètres cubes de lave et de 35 millions de mètres cubes de téphras. Son activité éruptive décroit en 2010 pour finalement cesser en décembre.